# Еталон смереково-букового насадження (Бистрицьке лісництво, кв. 68, вид. 1)
Еталон смереково-букового насадження — ботанічна пам'ятка природи місцевого значення. Об'єкт розташований на території Надвінянського району Івано-Франківської області, Бистрицьке лісництво, квартал 68, виділ 1.
Площа — 5,2000 га, статус отриманий у 1972 році.